# Stereopsis reidii
Stereopsis reidii är en svampart som beskrevs av Losi & A. Gennari 1997. Stereopsis reidii ingår i släktet Stereopsis och familjen Meruliaceae.   Inga underarter finns listade i Catalogue of Life.
Artnamnet hedrar den brittiske mykologen Derek Reid.